# Кангпху-Канг
Кангпху-Канг, (Kangphu Kang, Shimokangri) (7207 м) — вершина в центральній частині Гімалаїв, найвищий пік за 12 км на південний схід від Туншаньцзябуу (7207 м). Розташована на кордоні між Китаєм і Бутаном. 107-ма за висотою вершина в світі і п'ята за висотою вершина Бутану. На двокілометровому гребені гори, що простягнувся в широтному напрямку, розташовані дві неясно виділені вершини: Кангпху Канг Західна (7207 м) і Кангпху Канг I (7206 м). За три кілометри на південний схід від основного гребеня розташований Кангпху Канг II (6945 м) і за 5 км на північний захід Джеджекангпху Канг (6965 м), між якими розташована крута 2200-метрова непройдена південна стіна Кангпху Канга.
Кангпху Канг підкорений 29 серпня 2002 південнокорейською експедицією з півночі, з Тибету (Бутан заборонив сходження на вершину з релігійних міркувань)..

## Ресурси Інтернету
- «Гімалайський журнал» [Архівовано 17 липня 2017 у Wayback Machine.]